# بوشيني أصفر الأوراق
بوشيني أصفر الأوراق (الاسم العلمي: Puccinia xanthifoliae) هو نوع من الفطريات يتبع جنس البوشيني من فصيلة البوشينية.